# Zukunftszentrum für Deutsche Einheit und Europäische Transformation
Das Zukunftszentrum für Deutsche Einheit und Europäische Transformation ist ein geplantes Zentrum der Bundesrepublik Deutschland in Halle (Saale). Als Begegnungs- und Forschungsstelle soll es die Leistungen der Deutschen Wiedervereinigung würdigen und die Erfahrungen daraus für künftige Umbrüche und Krisen nutzbar machen. Es sind 200 Mitarbeiter und ein jährliches Budget von 40 Millionen Euro vorgesehen. Die Eröffnung ist für das Jahr 2030 geplant.

## Geschichte
Die Errichtung des Zukunftszentrum wurde 2020 von der Kommission 30 Jahre Friedliche Revolution und Deutsche Einheit angeregt. Die Bundesregierung beauftragte eine unabhängige Arbeitsgruppe mit der Erstellung eines Konzepts. Die Umsetzung wurde von der Bundesregierung am 4. Mai 2022 beschlossen und am 18. Mai 2022 vom Deutschen Bundestag bekräftigt.
Mitte Februar 2023 fiel die Entscheidung für Halle (Saale) als Standort. Nach dem Votum einer Jury bestätigte die Bundesregierung mit einem Kabinettsbeschluss den Standort. Die Jury bestand aus 15 Personen unter Vorsitz von Katrin Budde (SPD). Weitere Mitglieder waren Marianne Birthler, Marta Doehler-Behzadi, Raj Kollmorgen, Basil Kerski, Monika Lazar, Astrid Lorenz, Steffen Mau, Thomas de Maizière, Reimar Molitor, Cornelia Pieper, Matthias Platzeck, Ulrike Poppe, Gwendolyn Sasse und Barbara Steiner. Ebenfalls als Standort beworben hatten sich Frankfurt (Oder), das zuletzt als Favorit galt, Eisenach, Jena jeweils einzeln sowie Leipzig und Plauen als Doppelbewerbung. Mühlhausen/Thüringen und Sonneberg waren bereits früher aus dem Standort-Wettbewerb ausgeschieden. Für Halle (Saale) sprach unter anderem die gute Erreichbarkeit an der Schnellfahrstrecke Berlin–München, um für möglichst viele Menschen erreichbar zu sein. Innerhalb von Sachsen-Anhalt hatten auch Magdeburg und Dessau-Roßlau eine Bewerbung in Betracht gezogen, aber nach der Entscheidung der Landesregierung für die Unterstützung Halles im August 2022 jeweils von der Idee Abstand genommen.
Im September 2024 wurde die Zukunftszentrum für Deutsche Einheit und Europäische Transformation gGmbH mit Sitz in Halle gegründet.

## Gebäude
Das Gebäude sollte am Riebeckplatz in direkter Nähe zum Hauptbahnhof von Halle (Saale) zunächst auf einem Areal entstehen, das bisher als Parkplatz genutzt wird. Spätere Vorschläge sahen stets eine Fläche westlich davon vor, an der sich die nördliche Auf- bzw. Abfahrt einer Hochstraße befindet. Das Bauwerk soll eine herausgehobene moderne Architektur haben. Dazu wurde ein Architekturwettbewerb ausgelobt, der laut Carsten Schneider, Beauftragter der Bundesregierung für Ostdeutschland für den Herbst 2023 vorgesehen ist. Mit einem geplanten Auftragsvolumen von 200 Millionen Euro wird der Bau eines der größten Bauprojekte der Bundesregierung der 2020er sein. Der Baustart wird frühestens im Jahr 2028 erfolgen.
Die erste Phase des Architekturwettbewerbs wurde von April bis Juli 2024 abgehalten. Insgesamt reichten 126 Architekturbüros ihre Vorschläge ein. Die Preisträger wurden aus einer engeren Auswahl aus etwa 25 Entwürfen am 30. April 2025 ermittelt. Der Erhalt der Hochstraße über den Riebeckplatz wird durch den Bau des Zukunftszentrums in Frage gestellt, weshalb die Stadt Halle am 10. Mai 2024 einen „Brückentag“ veranstaltete, an dem diese zur Bundesstraße 6 gehörenden Brücken für den Kraftverkehr gesperrt wurden, um eine Informationsveranstaltung auf und an den Brücken abzuhalten.
Am 30. April 2025 kürte die Wettbewerbsjury den Entwurf des Planungsteams Richter Musikowski Architekten und ST raum a. Landschaftsarchitektur (beide Berlin) zum Sieger. Christoph Richter und Jan Musikowski entwarfen zuvor unter anderem das Futurium in Berlin. 